# Ремюза, Поль Луи Этьен
Ремюза, Поль Луи Этьен (фр. Paul-Louis-Étienne de Rémusat; 17 ноября 1831[…], Париж — 22 января 1897[…], Париж) — граф, французский политический деятель, с 1857 года — один из редакторов «Journal des Débats».

## Биография
Сын политика Шарля де Ремюза и Полины де Ластейри дю Сайан (1807—1882). В 1865 году был муниципальным советником Тулузы. На выборах 1869 года был кандидатом от оппозиции в департаменте Верхняя Гаронна; в 1871 и 1876 годах избирался в парламент. В 1870 году сопровождал Адольфа Тьера во время его поездки c дипломатической миссией ко дворам европейских государей. В 1871 году избран в национальное собрание, где занял место в рядах левого центра.
С 1879 года и до смерти был избран сенатором от Верхней Гаронны. В 1890 году был избран в Академию моральных и политических наук.
Некоторые из его статей, появившихся в «Revue des deux Mondes», вышли отдельной книгой, под названием «Les sciences naturelles» (П., 1857). Автор биографии Адольфа Тьера (1889). Опубликовал «Воспоминания» своей бабушки, графини де Ремюза.
Его жена Мартина была датчанкой.